# Suhumi
Suhumi, glavni grad de facto neovisne, nepriznate države Abhazije koja se nalazi unutar međunarodno priznate Gruzije. Godine 2011. imao je 62 914 stanovnika. Grad je teško nastradao u gruzijsko-abhaškom sukobu ranih 1990-ih. 
Suhumi se nalazi na istočnoj obali Crnog mora, a poznat je po botaničkom vrtu, jednom od najstarijih na Kavkazu.
Grad je osnovan sredinom 6. stoljeća pr. Kr.